# Supercoupe du Mali de football
La Supercoupe du Mali de football est une compétition de football créée en 1993 opposant le champion du Mali au vainqueur de la coupe du Mali, disputée en un match unique.

## Palmarès
| Année | Vainqueur                  | Score              | Finaliste                  |
| 1993  | Djoliba AC                 | -                  | Stade malien               |
| 1994  | Djoliba AC                 | -                  | -                          |
| 1997  | Djoliba AC                 | -                  | AS Real Bamako             |
| 1998  | Stade malien               | -                  | Djoliba AC                 |
| 1999  | Djoliba AC                 | 1 - 0              | Stade malien               |
| 2000  | Stade malien               | -                  | Cercle olympique de Bamako |
| 2001  | Stade malien               | 1 - 0              | Mamahira AC                |
| 2005  | Stade malien               | 2 - 1              | AS Bamako                  |
| 2006  | Stade malien               | 0 - 0 5 - 4 tab    | AS Bamako                  |
| 2007  | Stade malien               | 1 - 0              | Djoliba AC                 |
| 2008  | Djoliba AC                 | 5 - 2              | Cercle olympique de Bamako |
| 2009  | Stade malien               | 1 - 1 3 - 1 t.a.b. | Djoliba AC                 |
| 2010  | Stade malien               | 2 - 1              | AS Real Bamako             |
| 2011  | Cercle olympique de Bamako | Forfait            | Stade malien               |
| 2012  | Djoliba AC                 | 1 - 1 6 - 5 tab    | US Bougouni                |
| 2013  | Djoliba AC                 | 0 - 0 4 - 2 tab    | Stade malien               |
| 2014  | Stade malien               | 1 - 0              | AS Onze Créateurs          |
| 2015  | Stade malien               | 0 - 0 4 - 2 tab    | AS Onze Créateurs          |
| 2016  | AS Onze Créateurs          | 1 - 0              | Stade malien               |

## Bilan par club
| Club                       | Nombre de titres | Années                                                     |
| Stade malien               | 10               | 1998, 2000, 2001, 2005, 2006, 2007, 2009, 2010, 2014, 2015 |
| Djoliba AC                 | 7                | 1993, 1994, 1997, 1999, 2008, 2012, 2013                   |
| Cercle olympique de Bamako | 1                | 2011                                                       |
| AS Onze Créateurs          | 1                | 2016                                                       |